# Park Narodowy Amazonii
Park Narodowy Amazonii (Parque Nacional da Amazônia) – znajduje się we wschodniej części Niziny Amazonki w Itaituba w stanie Pará i pokryty jest meandrującymi rzekami. Jego obszar wynosi 9940 km². Został założony w 1974 roku.
Na terenie parku dominują wilgotne lasy równikowe, obfitujące w palmy, paprocie, epifity i orchidee. W lasach żyją leniwce trójpalczaste, kapibary, mrówkojady wielkie, tapiry anta, pancerniki oraz liczne gatunki małp (np. wyjce, ponocnice, titi), a w rzekach manaty amazońskie oraz delfiny słodkowodne.